# Konrad von Würzburg
Konrad von Würzburg, född mellan 1220 och 1230, död 7 september 1287, var en tysk skald.
Konrad härstammade från Würzburg. Han var en av den medelhögtyska klassicitetens mest betydande efterföljare. Med Gottfrid från Strassburg som förebild skrev Konrad von Würtzburg i Strassburg, därefter i Basel, med stor formtalang och lärdom brett anlagda, höviska diktverk, ofta bearbetade från latinska och franska original. Ur Konrads mångsidiga författarskap, som kan sägas inleda den borgerliga perioden, märks novellerna Hertzmäre, Der Welt Lohn, Otto mit dem Barte, legenderna Silvester, Alexius, Pantaleon, historien om Engelhart, i vilken Konrad på grundval av en latinsk källa vävt in motiv från äldre medelhögtysk diktning, allegorierna Klage der Kunst och Goldene Schmiede samt de stora versromanerna Partenopier und Meliur och Der Trojanerkrieg, den senare baserad bland annat på fransmannen Benoît de Sainte-Maures Histoire de Troie.